# نوهاک فومساوان
نوهاک فومساوان (لائو: ໜູຮັກ ພູມສະຫວັນ)؛ زادهٔ ۹ آوریل ۱۹۱۰ – درگذشتهٔ ۹ سپتامبر ۲۰۰۸) یک سیاست‌مدار اهل لائوس بود. وی از ۲۵ نوامبر ۱۹۹۲ تا ۲۴ فوریه ۱۹۹۸ رئیس‌جمهور این کشور بود.